# Goulds
Goulds – jednostka osadnicza w Stanach Zjednoczonych, w stanie Floryda, w hrabstwie Miami-Dade.